# Bisdom Riohacha
Het bisdom Riohacha (Latijn: Dioecesis Riviascianensis) is een rooms-katholiek bisdom met als zetel Riohacha, in Colombia. Het bisdom is suffragaan aan het aartsbisdom Barranquilla. 

## Geschiedenis
Het bisdom werd opgericht op 4 december 1952, als het apostolisch vicariaat Riohacha, uit delen van het apostolisch vicariaat Goajira. Op 16 juli 1988 werd het verheven tot bisdom. 

## Parochies
Het bisdom had in 2020 een oppervlakte van 17.122 km2 en telde 636.200 inwoners waarvan 80,0% rooms-katholiek was.

## Bisschoppen
- Eusebio Septimio Mari (21 februari 1954 - 21 december 1965)
- Livio Reginaldo Fischione (29 september 1966 - 16 juli 1988)
- Jairo Jaramillo Monsalve (16 juli 1988 - 10 juni 1995)
- Gilberto Jiménez Narváez (16 juli 1996 - 8 maart 2001)
- Armando Larios Jiménez (8 maart 2001 - 5 juni 2004)
- Héctor Ignacio Salah Zuleta (13 mei 2005 - 22 april 2020)
- Francisco Antonio Ceballos Escobar (22 april 2020 - heden)

## Galerij van afbeeldingen

Wapen van het bisdom Riohacha
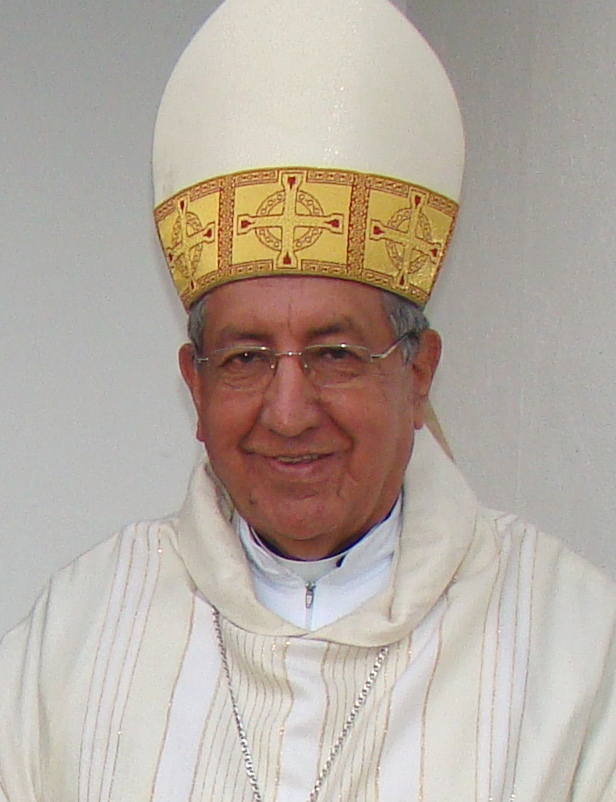
Bisschop Gilberto Jiménez Narváez

Barranquilla (aartsbisdom) · El Banco · Riohacha · Santa Marta · Valledupar